# Junior League World Series 2012
Die Junior League World Series 2012 war die 32. Austragung der Junior League Baseball World Series, einem internationalen Baseballturnier für Knaben zwischen 13 und 14 Jahren. Gespielt wurde wie jedes Jahr in Taylor, Michigan.

## Teilnehmer
Die zehn Mannschaften bildeten eine Gruppe aus fünf Mannschaften aus den Vereinigten Staaten und eine Gruppe aus fünf internationalen Mannschaften.
| Vereinigte Staaten                       | International                                      |
| ---------------------------------------- | -------------------------------------------------- |
| Franklin Square, New York Region Ost     | Tainan, Chinesisch Taipeh Region Asien-Pazifik     |
| Rockledge, Florida Region Südost         | Lazio, Italien Region EMEA                         |
| Corpus Christi, Texas Region Südwest     | Calgary, Alberta Region Kanada                     |
| Manhattan Beach, Kalifornien Region West | Oranjestad, Aruba Region Lateinamerika             |
| North Canton, Ohio Region Zentral        | San Nicolás de los Garza, Nuevo León Region Mexiko |

## Ergebnisse
Die Teams wurden in zwei Gruppen eingeteilt. Jeder spielte gegen Jeden in seiner Gruppe, die beiden Ersten spielten gegeneinander den Finalplatz aus.

### Vorrunde

#### Gruppe Vereinigte Staaten
| Platz | Region  | W | L | %     |
| ----- | ------- | - | - | ----- |
| 1.    | Südost  | 4 | 0 | 1.000 |
| 2.    | Südwest | 3 | 1 | 0.750 |
| 3.    | West    | 1 | 3 | 0.250 |
| 4.    | Zentral | 1 | 3 | 0.250 |
| 5.    | Ost     | 1 | 3 | 0.250 |

| Datum      | Zeit  | Begegnung | Begegnung | Begegnung | Ergebnis |
| ---------- | ----- | --------- | --------- | --------- | -------- |
| 12. August | 12:00 | Ost       | –         | West      | 3:2      |
| 12. August | 17:30 | Südost    | –         | Südwest   | 12:10    |
| 13. August | 11:00 | Zentral   | –         | Südost    | 6:7      |
| 13. August | 20:00 | Südwest   | –         | West      | 16:2     |
| 14. August | 14:00 | Südost    | –         | West      | 8:7      |
| 14. August | 20:00 | Ost       | –         | Zentral   | 8:12     |
| 15. August | 14:00 | Ost       | –         | Südwest   | 0:10 (5) |
| 15. August | 20:00 | West      | –         | Zentral   | 8:3      |
| 16. August | 17:00 | Ost       | –         | Südwest   | 4:12     |
| 16. August | 20:00 | Zentral   | –         | Südost    | 10:11    |

#### Gruppe International
| Platz | Region        | W | L | %     |
| ----- | ------------- | - | - | ----- |
| 1.    | Mexiko        | 4 | 0 | 1.000 |
| 2.    | Lateinamerika | 3 | 1 | 0.750 |
| 3.    | Asien-Pazifik | 2 | 2 | 0.500 |
| 4.    | EMEA          | 1 | 3 | 0.250 |
| 5.    | Kanada        | 0 | 4 | 0.000 |

| Datum      | Zeit  | Begegnung     | Begegnung | Begegnung     | Ergebnis |
| ---------- | ----- | ------------- | --------- | ------------- | -------- |
| 12. August | 14:45 | Lateinamerika | –         | Asien-Pazifik | 2:1      |
| 12. August | 20:15 | Kanada        | –         | Mexiko        | 0:15 (5) |
| 13. August | 14:00 | Kanada        | –         | EMEA          | 1:14 (5) |
| 13. August | 17:00 | Mexiko        | –         | Lateinamerika | 7:5 (8)  |
| 14. August | 11:00 | Asien-Pazifik | –         | Mexiko        | 4:5      |
| 14. August | 17:00 | Lateinamerika | –         | EMEA          | 13:1 (5) |
| 15. August | 11:00 | Lateinamerika | –         | Kanada        | 12:6     |
| 15. August | 20:00 | Asien-Pazifik | –         | EMEA          | 18:3 (5) |
| 16. August | 11:00 | Mexiko        | –         | EMEA          | 13:1 (5) |
| 16. August | 13:45 | Kanada        | –         | Asien-Pazifik | 0:10 (5) |

### Finalrunde
|  | US und Intern. Finale | US und Intern. Finale |                   |                | Weltmeisterschaft | Weltmeisterschaft |
|  |                       |                       |                   |                |                   |                   |
|  | 17. August            |                       |                   |                |                   |                   |
|  | IN1 Mexiko            | 2                     |                   |                |                   |                   |
|  | IN2 Lateinamerika     | 5                     |                   |                | 18. August        | 18. August        |
|  |                       |                       | IN2 Lateinamerika | 10             |                   |                   |
|  | 17. August            | 17. August            |                   | US1 Südost (8) | 12                |                   |
|  | US1 Südost            | 11                    |                   |                |                   |                   |
|  | US2 Südwest           | 5                     |                   |                |                   |                   |
|  |                       |                       |                   |                |                   |                   |

## Weblink
- Offizielle Webseite der Junior League World Series